# Энгстрём, Альберт

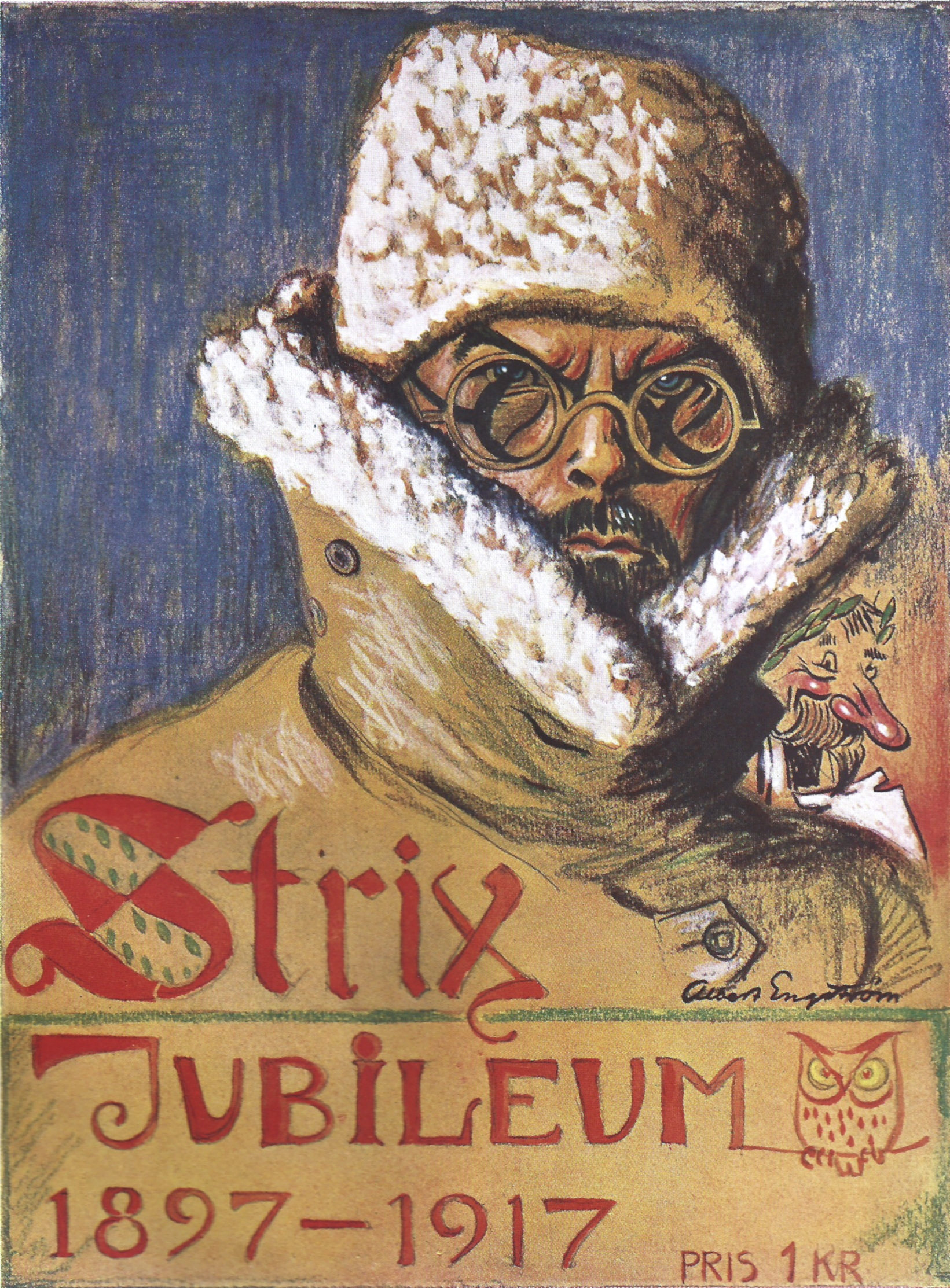
Обложка юбилейного журнала «Strix». 1917

Альберт Лаурентис Йоханес Энгстрём (швед. Albert Laurentius Johannes Engström; 12 мая 1869, Лённеберг, лен Кальмар Швеция — 16 ноября 1940, Стокгольм) — шведский писатель
, художник-иллюстратор, карикатурист, педагог, редактор, сценарист. Член Шведской академии с 1922 года.

## Биография
Родился в семье начальника железнодорожной станции. Окончил среднюю школу в 1888 году и в следующем году поступил в Упсальский университет, где изучал латынь и греческую филологию, через два года бросил учёбу. В 1892 году поступил в Школу изящных искусств, филиал Гётеборгского университета, где стал учеником Карла Ларссона.
В 1894—1896 годах А. Энгстрём работал в редакции сатирического издания Söndags-Nisse. В 1897 году основал и редактировал юмористический журнал Strix, в котором высмеивал мещанство. Среди тем его многочисленных иллюстраций были бродяги, пьяницы, настоящие алкоголики.

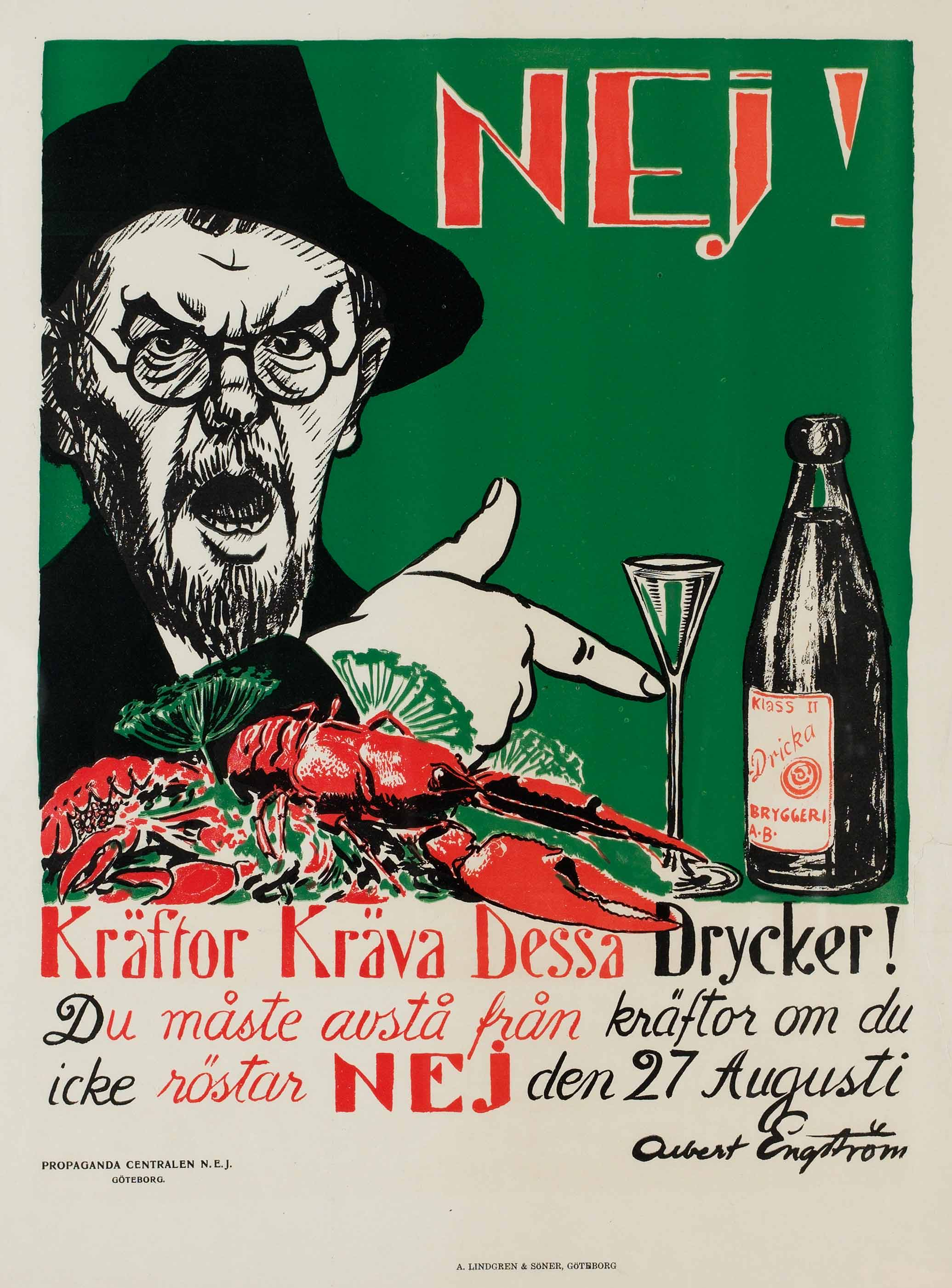
Антиалкогольный плакат А. Энгстрёма

Его проникнутые юмором рассказы из жизни рыбаков, крестьян и рабочих были лишены социальной заострённости.
Автор более 5 киносценариев.
Профессор Академии изящных искусств в Стокгольме.

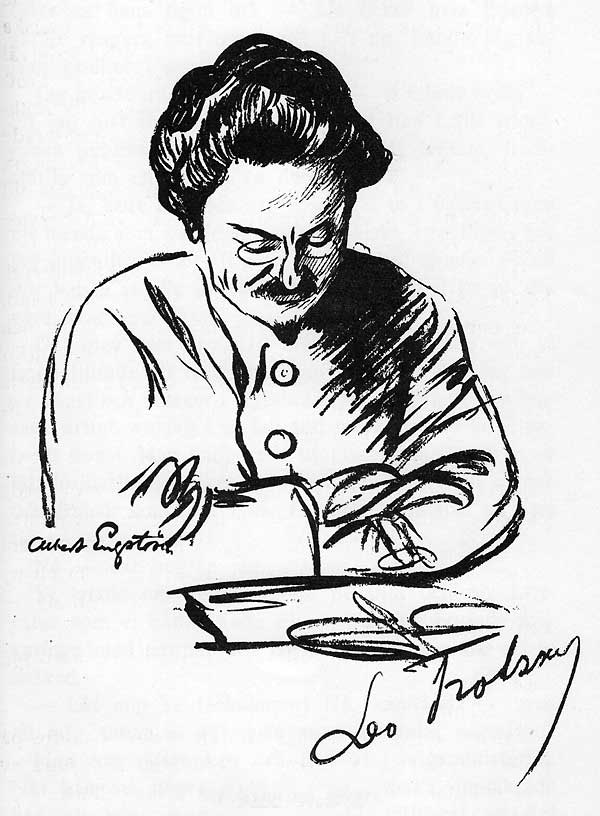
Лев Троцкий. 1923
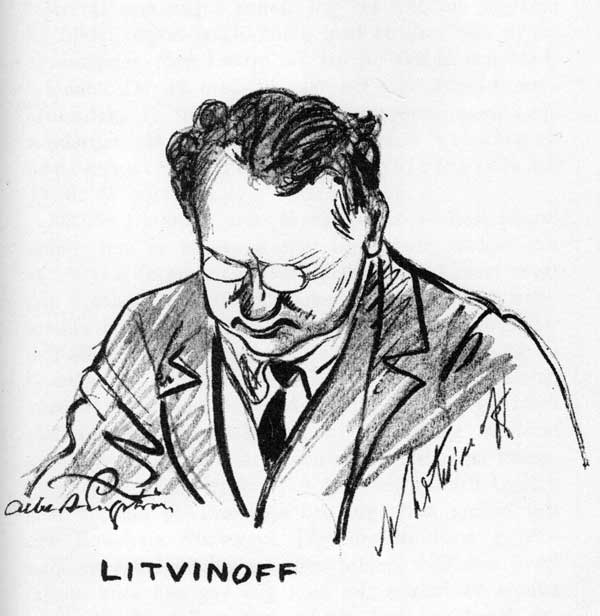
Максим Литвинов. 1923
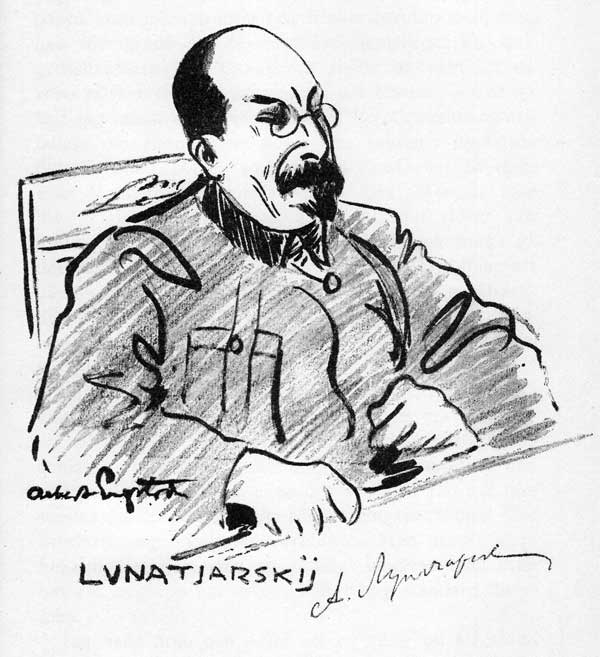
Луначарский. 1923
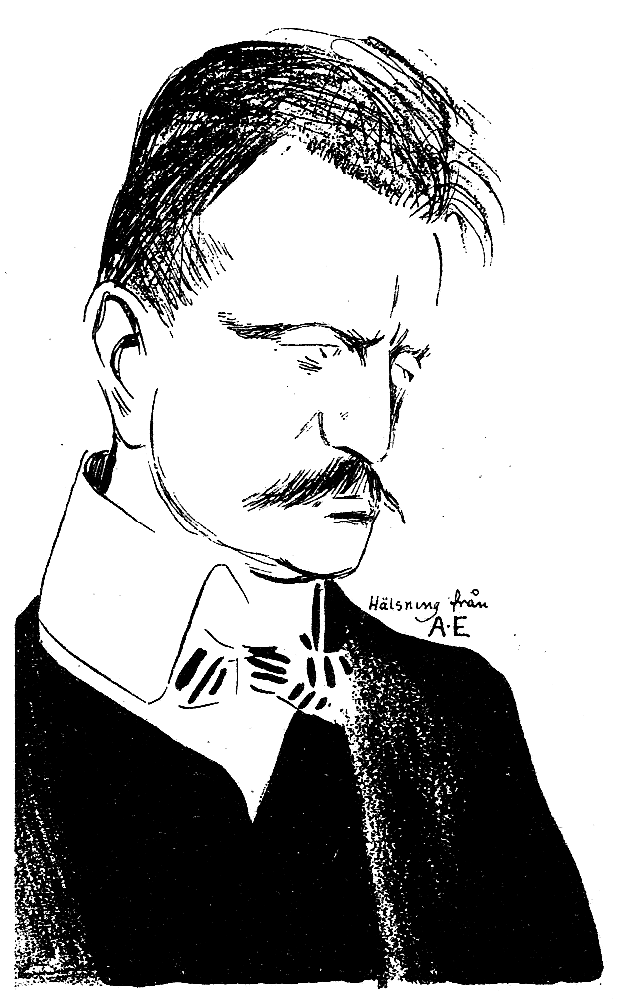
Ян Сибелиус
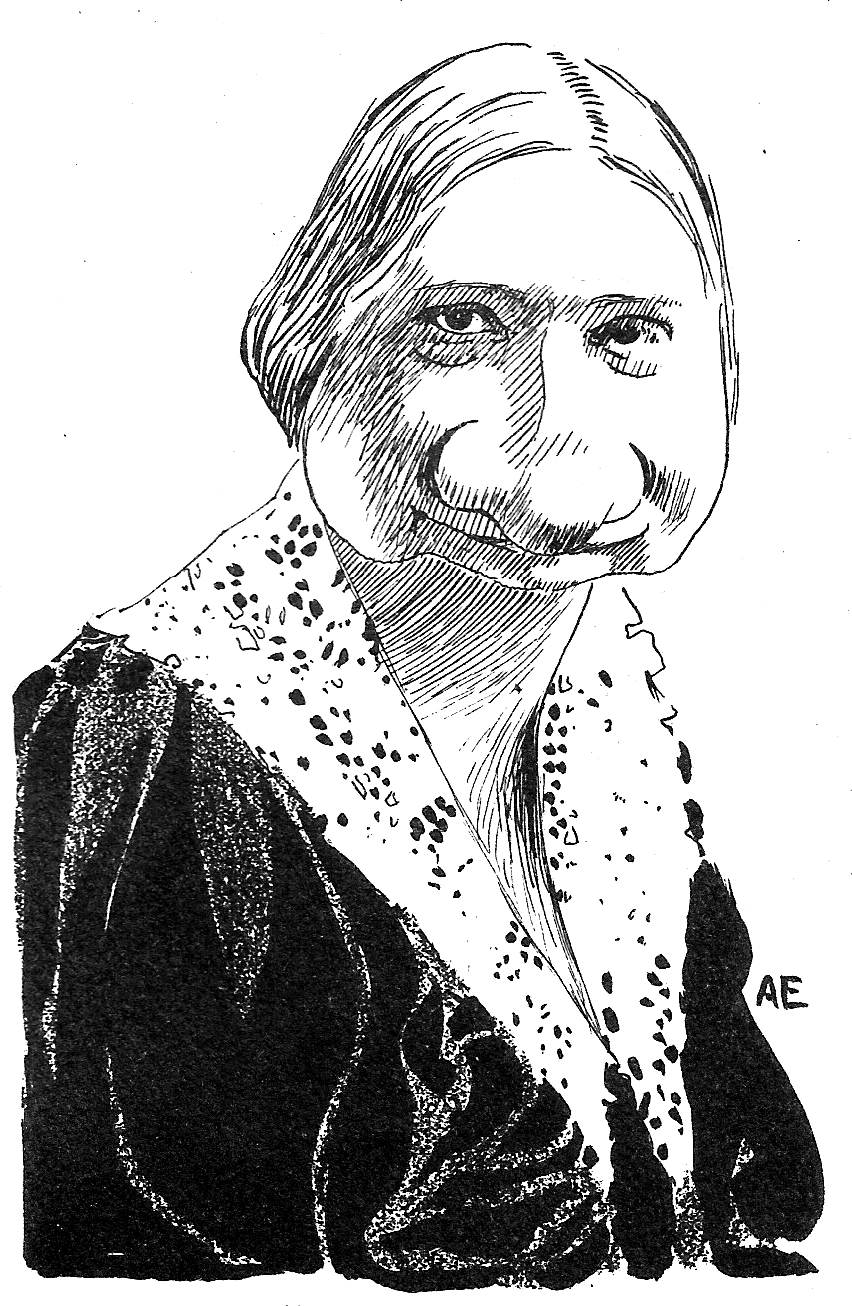
Эллен Кей
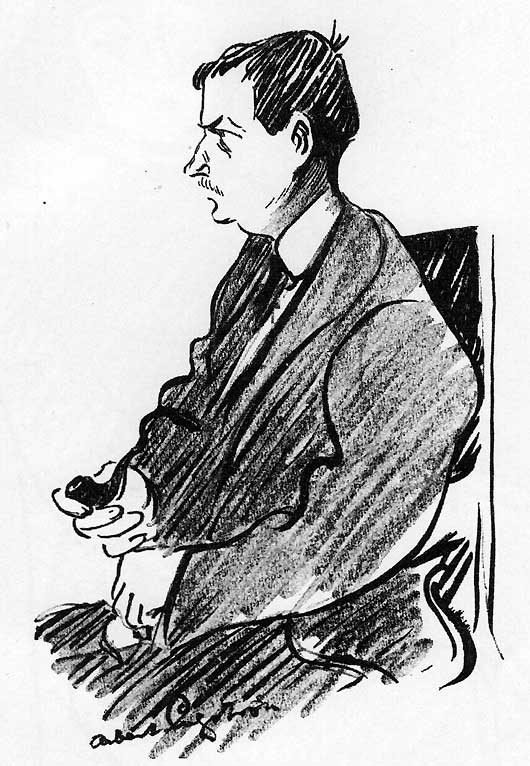
Эдвард Гюллинг
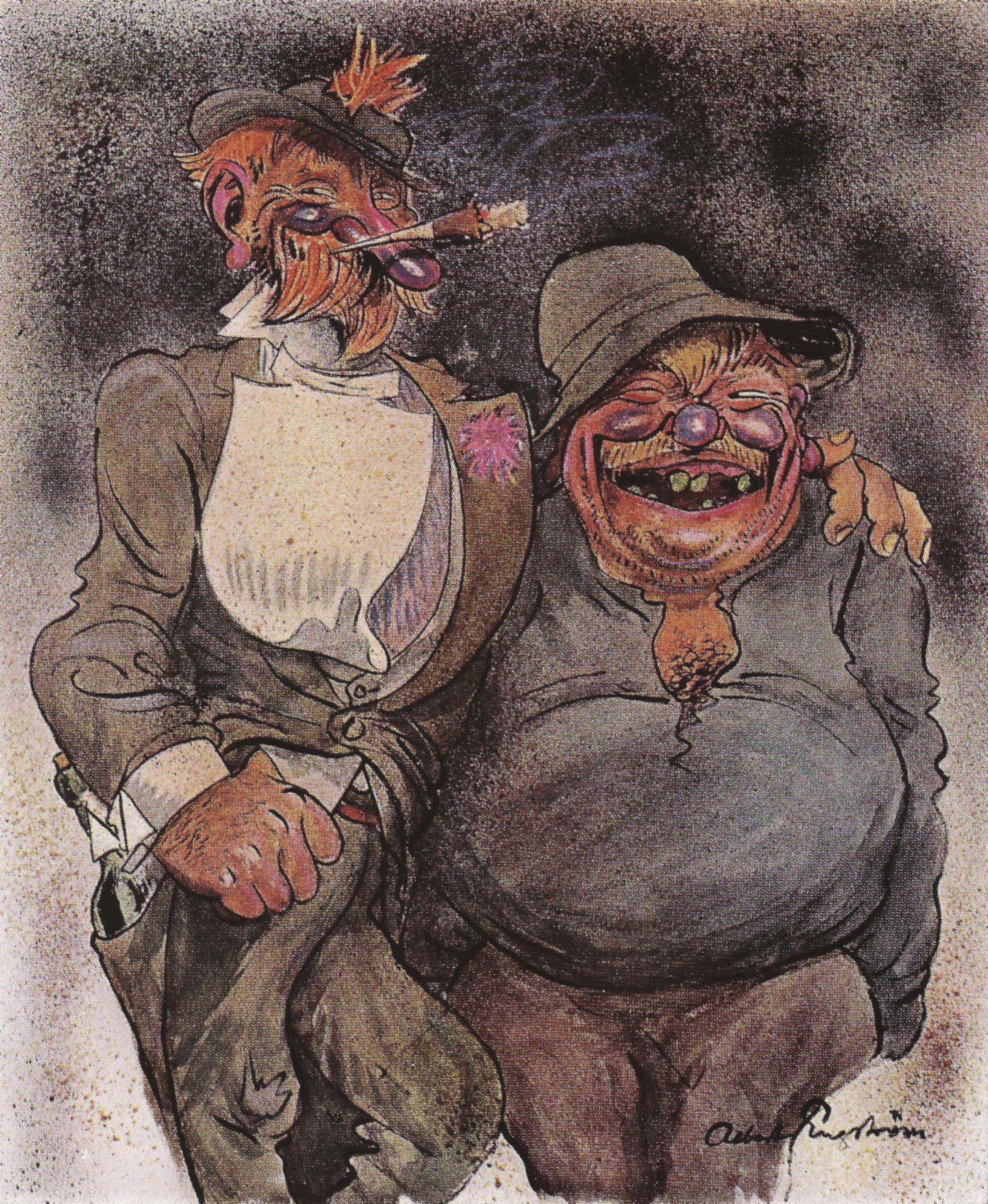
Карикатура
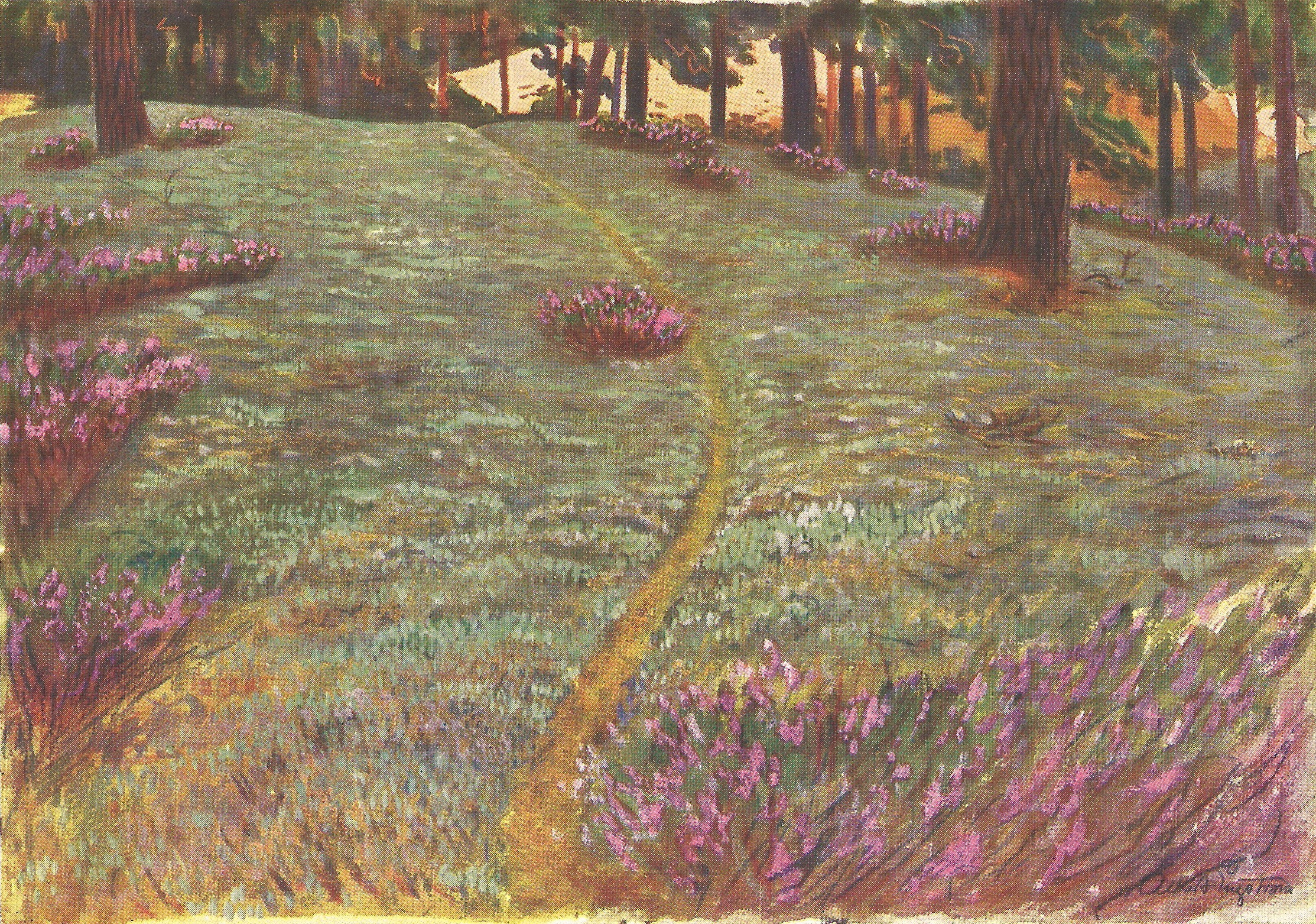
Пейзаж